# Marquard I. von Hagel
Marquard I. von Hagel († 8. Februar 1324) war Fürstbischof von Eichstätt von 1322 bis 1324.

## Herkunft
Marquard I. stammte wie der der gleichnamige Abt von Sankt Ulrich und Afra in Augsburg (1315–1334) aus dem schwäbischen Adelsgeschlecht derer von Hagel, einer edelfreien Familie, die aus einem Zweig derer von Hürnheim hervorgegangen war. Seine Mutter war eine geborene Speth von Faimingen (siehe auch Liste schwäbischer Adelsgeschlechter/S).

## Leben
Marquard I. von Hagel studierte an der Universität Bologna und ist seit 1296 als Domherr in Eichstätt bezeugt. Er gründete das Kollegiatstift Unsere Liebe Frau in Eichstätt. Bereits seit 1316 bekleidete er das Amt des Administrators. Durch verschiedene Maßnahmen, wie dem Verkauf von letzten Besitzungen in Tirol oder einer Klärung des Einflusses der Grafen von Oettingen in der Stadt Herrieden, die er unter Vermittlung von Ludwig dem Bayern mit einer Abfindung zufriedenstellte, trug er zur Formung des Hochstiftes bei. Er ließ auch das erste Lehenbuch anlegen. Es verdichtete sich zu einem geschlosseneren Territorium. Er wurde „keine 60 Jahre“ alt und wurde im Chor der von ihm gegründeten Kollegiatkirche bestattet.